# Aéroport de Carauari
L'aéroport de Carauari (code IATA : CAF • code OACI : SWCA) est l'aéroport desservant la ville de Carauari au Brésil.

## Compagnies aériennes et destinations
| Compagnies          | Destinations                        |
| ------------------- | ----------------------------------- |
| MAP Linhas Aéreas   | Manaus                              |
| Air France          | Aéroport de Paris-Charles-de-Gaulle |
| Korean Air          | Aéroport de Séoul                   |
| Total Linhas Aéreas | Coari, Manaus, Porto Urucu          |

## Accidents et incidents
Le 15 décembre 1994, un Embraer EMB 110 au départ de Carauari et de Tefé vers Manaus a été détourné par deux citoyens colombiens. Les passagers ont été libérés à proximité de Tabatinga et l'avion a été emmené jusqu'en Colombie. L'équipage a été libéré à l'Ambassade du Brésil à Bogotá.

## Accès
L'aéroport est situé à 1 km du centre-ville de Carauari.